# Torre Toralla (Ivars d'Urgell)
La Torre Toralla és un edifici de Vallverd, al municipi d'Ivars d'Urgell (Pla d'Urgell) inclòs en l'Inventari del Patrimoni Arquitectònic de Catalunya.

## Descripció
Gran casal de planta rectangular amb quatre façanes obertes a l'exterior rematades en les cantonades per torres d'igual planta i coberta a quatre aigües. S'estructura en planta baixa i dos pisos superiors i un tercer en les torres. El seu aspecte exterior és el d'una fortificació tractada amb elegància i austeritat compositiva. L'ordre, l'harmonia i la simetria dominen la composició. Les façanes s'ordenen dos a dos, més o menys contraposades: en dues s'obren finestrals rectangulars amb ampits motllurats molt senzills, són molt clàssiques i austeres. En les altres dues façanes el pis superior és ocupat per una galeria d'arcades de mig punt. La façana principal es distingeix per la decoració neogòtica que a manera de guardapols decora portes i finestrals. Trobem representats els anagrames de Jesús i Maria a banda i banda de la porta central; guardapols apuntats amb capitells vegetals i altres amb figuracions humanes, molt a l'estil dels modernistes (dones de cos sencer amb indumentària modernista, rostres amb barrets catalans). En dues façanes s'hi ha afegit dos volums a manera de porxo i terrassa.
L'acabat de la façana està bastant deteriorat: sòcol de pedra, pedra en les cantonades i la resta arrebossat.